# 鼠毒症
鼠毒症（Sodoku）是一種以動物為傳染媒介的細菌感染症。致病的細菌Spirillum minus是一種革蘭氏陰性桿菌，屬於一種鼠咬熱（rat-bite fever, RBF）。

## 病因
感染的媒介通常是被大家鼠咬傷或是抓傷，或是接觸捕食齧齒類的掠食者，也可能是來自於醫院內感染。鼠毒症最常發生於亞洲，潛伏期約4至28天。

## 症狀
一開始的傷口會造成輕微的發炎以及潰瘍，不久之後會癒合。但之後會產生後續症狀，包括發燒，可能會持續2至4天，但會在4至八周後逐漸康復。
其他症狀包含局部性淋巴炎、全身無力和頭痛。併發症包括心肌炎、感染性心內膜炎、肝炎、脾腫大，以及脑膜炎。

## 預測死亡率
死亡率大約在6-10%之間。